# Біляшево
Біля́шево (рос. Беляшево, башк. Беләш) — село у складі Татишлинського району Башкортостану, Росія. Входить до складу Бадряшевської сільської ради.
Населення — 469 осіб (2010; 529 у 2002).
Національний склад:
- башкири — 94 %